# Tao'er
Il Tao'er (洮儿河S; in russo Таоэрхэ?, Taoėrchė) è un  affluente destro del fiume Nen. Scorre nelle regioni della Mongolia interna e del Jilin, nella Cina nord-orientale.
Ha origine dalle pendici orientali dei monti del Grande Khingan e scorre principalmente in direzione sud-orientale. Il fiume ha una lunghezza di 595 km e l'area del bacino è di 33 100 km². 